# 村木英幸
村木 英幸（むらき ひでゆき、1957年（昭和32年）1月1日 - ）は、日本の政治家。前東京都あきる野市長（1期）。秋川市議会議員とあきる野市議会議員を歴任した。

## 来歴
東京都西多摩郡秋多町菅生（現・あきる野市菅生）生まれ。秋川市立多西小学校（現・あきる野市立多西小学校）、秋川市立秋多中学校（現・あきる野市立秋多中学校）、東京都立日野高等学校を経て、慶應義塾大学商学部卒業。秋川市議会議員、あきる野市議会議員を務める。父親は旧西秋留村長および旧秋多町長を勤めた村木光三。
2000年（平成12年）に社会福祉法人菅生会を創設し、「特別養護老人ホームほたるの郷」の理事長に就任。
2015年（平成27年）10月4日に行われたあきる野市長選挙に自民党を離党して立候補するも、同党と公明党の推薦を受けた前市議の澤井敏和に敗れ落選。
※当日有権者数：66,053人 最終投票率：44.42%（前回比：＋4.07pts）
| 候補者名   | 年齢 | 所属党派 | 新旧別 | 得票数   | 得票率 | 推薦・支持             |
| ---------- | ---- | -------- | ------ | -------- | ------ | ---------------------- |
| 澤井敏和   | 66   | 無所属   | 新     | 12,169票 | 42.93% | （推薦）自民党・公明党 |
| 村木英幸   | 58   | 無所属   | 新     | 11,955票 | 42.17% |                        |
| 松本由紀子 | 64   | 無所属   | 新     | 3,829票  | 13.51% | （推薦）日本共産党     |
| 立沢晴美   | 47   | 無所属   | 新     | 393票    | 1.39%  |                        |

2019年（令和元年）10月6日に行われたあきる野市長選挙に再挑戦する。立憲民主党、国民民主党、日本共産党の市議と市民グループの支援を受け、野党共闘の構図に持ち込んだ。自民党・公明党・連合東京の推薦を受けて組織戦を展開した現職の澤井を88票差の僅差で破り、初当選を果たした。10月15日、市長就任。
※当日有権者数：66,762人 最終投票率：41.78%（前回比：－2.64pts）
| 候補者名 | 年齢 | 所属党派 | 新旧別 | 得票数   | 得票率 | 推薦・支持                       |
| -------- | ---- | -------- | ------ | -------- | ------ | -------------------------------- |
| 村木英幸 | 62   | 無所属   | 新     | 13,786票 | 50.16% |                                  |
| 澤井敏和 | 70   | 無所属   | 現     | 13,698票 | 49.84% | （推薦）自民党・公明党・連合東京 |

### 介護施設誘致問題と失職
市は2021-2023年度の介護保険事業計画をまとめるにあたり、2020年3月、医療や福祉関係者らに委嘱し、策定委員会を設置。策定委員会は同年12月、「市内の入所待機者は減少傾向にある」「介護人材の育成が先決」などとして、介護老人福祉施設の「整備は行わない」と中間報告した。しかし、村木は施設建設に意欲を示し、策定委員会の中間報告から2日後に「整備を目指す」と計画案を変更した。市議会は同月、村木に対して「委員会の判断を無視し、独断で盛り込む姿勢に転じた。言語道断で無責任極まりない」とする問責決議を可決し、2021年1月には再協議を求める決議を可決した。
同年3月、策定委員会はパブリックコメントの実施後に改めて「整備は行わない」と最終報告したが、村木は同月、「事業者から申し出があった場合は整備に着手できる」とする計画を決定した。市議会は決定を受け、施設の必要性を検討する特別委員会を設置。2021年7月には市長の独断に歯止めをかけるため、計画にある市有地を事業者に貸与か売却する場合は議決を必要とする条例を制定した。その最中に市の広報2022年4月15日号に介護老人福祉施設の開設希望法人の募集記事が掲載された。また、副市長によれば、4月12日に市長室に呼ばれ、村木から「事業者も施工業者も決まっている」と明かされたという。市議会は18日の全員協議会で説明を求めようとしたが、村木はその日に検査入院し、応じなかった。市職員は業者が現場で測量する様子を確認した。この業者は「市長の許可をもらっている」と話したという。
6月6日の市議会の緊急質問において村木は、条例に基づく市有地地の貸与、売却のための議案を出す意思はないと明らかにした。6月16日、「条例を無視する行為は議会軽視で、民主主義に反する」として市議4人が村木に対する不信任決議案を提出。議長を含む21人で採決し、賛成が20人で可決された。これを受けた村木は6月23日に市議会解散を選択し、議長に伝達。7月24日に執行された市議会選挙（定数21）では不信任決議に賛成した18人が当選した。
市議選後の7月28日の市議会で村木に対する不信任決議案を提出。議長を含む21人で採決し、19人が賛成し可決されたため、村木は地方自治法に基づき29日付で失職となった。
不信任決議案可決後の記者会見で、村木は自身の失職に伴う市長選に立候補すると表明した。
8月18日、不信任決議は違法であるとして、議会に取り消しを求めて東京地方裁判所に提訴したと明らかにした。市内で記者会見し「市長の執行権を侵害し、市の業務を妨害した」と議会を批判した。
9月4日に行われた出直し市長選挙の投開票の結果、元市議会議長の中嶋博幸に敗れた。
※当日有権者数：66,642人 最終投票率：41.69%（前回比：−0.09pts）
| 候補者名 | 年齢 | 所属党派   | 新旧別 | 得票数   | 得票率 | 推薦・支持             |
| -------- | ---- | ---------- | ------ | -------- | ------ | ---------------------- |
| 中嶋博幸 | 55   | 無所属     | 新     | 18,600票 | 68.16% | （推薦）自民党・公明党 |
| 村木英幸 | 65   | 無所属     | 前     | 4,677票  | 17.14% |                        |
| 数野一   | 74   | 日本共産党 | 新     | 3,829票  | 8.98%  |                        |
| 木下優   | 73   | 無所属     | 新     | 1,562票  | 5.72%  |                        |

2023年5月26日、東京地裁（鎌野真敬裁判長）は、不信任決議について「違法とうかがわせる事実は何ら認められず、適法だ」と判断し、村木の請求を棄却した。